# Осминко, Илья Олегович
Илья Олегович Осминко (родился 18 января 1988 в Таганроге) — российский регбист, лок (замок) команды «Слава».

## Биография

### Карьера игрока
Воспитанник таганрогского регби. В 2007 перебрался в молодежную команду «Славы», в 2009 перешел в команду мастеров. Дебютировал в игре против команды «Фили». На протяжении всей карьеры выступает за московский клуб.

### Карьера в сборной
В сборной России провел 3 матча. В 2014 году после матча с Гонконгом был дисквалифицирован на одну игру за опасный захват, хотя во время матча судья нарушение не зафиксировал. Стал победителем Кубка Устинова (англ. Ustinov Cup) — в честь первого генерального консула России в Гонконге Михаила Устинова (1900—1903).